# Bahnhof Peking
Der Bahnhof Peking (chinesisch 北京站, Pinyin Běijīng Zhàn) ist neben dem Westbahnhof und dem Südbahnhof einer der drei großen Bahnhöfe von Peking.
Durch die Eröffnung des Westbahnhofs 1996 sowie des neuen Südbahnhofs 2008 verlor der Zentralbahnhof an Bedeutung, wird jedoch weiterhin von täglich 120.000 bis 150.000 Reisenden benutzt.

## Lage
Der Bahnhof befindet sich in zentraler Lage nahe Jianguomen innerhalb der 2. Ringstraße. Das Hauptgebäude bietet Zugang zu mehreren Warteräumen. Der Zutritt zu den Bahnsteigen ist nur für Passagiere mit gültigen Fahrkarten möglich. In einem Nebengebäude befinden sich Schalter für den Fahrkartenverkauf.

## Geschichte
Das erste Vorläufergebäude wurde 1901 errichtet und bereits kurze Zeit später erweitert. Das heutige Gebäude wurde als eines der „Zehn großen Gebäude“ (“十大建筑”) zum zehnten Gründungstag der Volksrepublik 1959 errichtet. Der Entwurf stammt hauptsächlich von den Architekten Yang Tingbao (杨廷宝) und Chen Deng'ao (陈登鏊). Der Pekinger Bahnhof wird als eine gelungene Kombination traditioneller chinesischer, klassizistischer („sozialistischer Klassizismus“) und modernistisch-internationaler Architektur erachtet.

## Betrieb

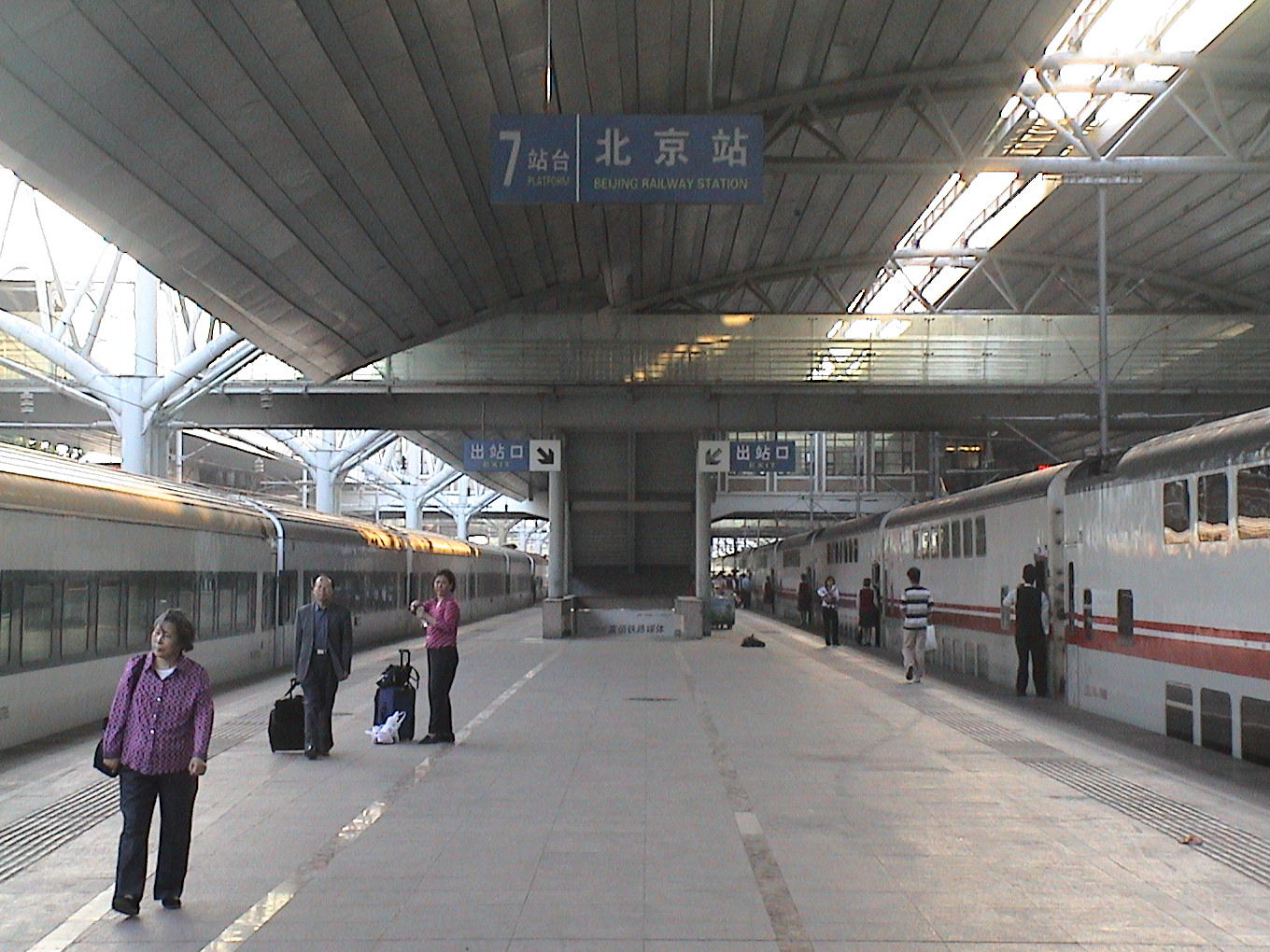
Bahnsteig Nr. 7

Heute wird der Bahnhof vor allem durch Züge in die Mandschurei sowie nach Shandong, Shanghai, Nanjing und Hangzhou genutzt, ebenso für Züge in die Innere Mongolei und zur transmongolischen Eisenbahn. Alle weiteren Züge verkehren in der Regel über den Westbahnhof. Der Bahnhof ist Teil der Linie 2 der U-Bahn Peking, die den Bahnhof mit dem Zentrum Pekings verbindet. Darüber hinaus wird der Bahnhof von zahlreichen Bus- und Oberleitungsbus-Linien bedient.